# 최석홍
최석홍(崔錫洪, 1909년 2월 12일 영주 ~ ?)은 대한민국의 국회의원이다. 한국전쟁 때 조선민주주의인민공화국으로 갔다.

## 약력
- 대구공립상업학교졸업
- 영주금융조합서기
- 대한독립촉성국민회 영주군지부 선전부장
- 대동청년단 영주군 위원장
- 대동청년단 영주군 단장,훈련소장
- 1948년 5월 10일 : 제헌 국회의원(경북 영주)

## 역대 선거 결과
|  | 27.93% |

|  | 7.23% |

## 참고자료
- 《대한민국 의정총람》, 국회의원총람발간위원회, 1994년
- 최석홍 - 대한민국헌정회